# Salquenen
Salquenen, appelée en allemand Salgesch, est une commune suisse du canton du Valais, située dans le district de Loèche.

## Géographie

Photo aérienne (1955).

Le territoire de Salquenen s'étend sur 11,34 km2. Lors du relevé de 2013-2018, les surfaces d'habitations et d'infrastructures représentaient 10,4 % de sa superficie, les surfaces agricoles 20,1 %, les surfaces boisées 53,0 % et les surfaces improductives 17,0 %.
|               | Crans-Montana | Varonne |
| Noble-Contrée | Salquenen     | Loèche  |
| Sierre        | Anniviers     |         |

## Histoire
L'évolution de Salquenen de village paysan en village viticole commence après la Seconde Guerre mondiale. Aujourd'hui, il compte 203 hectares de vignes, plus de quarante domaines viticoles et environ 1 400 habitants.

### Les Hospitaliers
Salquenen est une ancienne commanderie de l'ordre de Saint-Jean de Jérusalem dont l'existence est attestée depuis 1235. Ce fut ensuite un membre de la commanderie de l'Hôpital-sous-Conflans puis enfin un membre de la commanderie de Chambéry avant que les Hospitaliers ne vende ce bien en 1655.

## Population et société

### Démographie

#### Évolution de la population
Salquenen compte 1 659 habitants au 31 décembre 2022 pour une densité de population de 146 hab/km2. Sur la période 2010-2019, sa population a augmenté de 12,7 % (canton : 10,5 % ; Suisse : 9,4 %).  

#### Pyramide des âges
En 2020, le taux de personnes de moins de 30 ans s'élève à 30,9 %, au-dessous de la valeur cantonale (31,7 %). Le taux de personnes de plus de 60 ans est quant à lui de 28,3 %, alors qu'il est de 26,6 % au niveau cantonal.
La même année, la commune compte 782 hommes pour 785 femmes, soit un taux de 49,9 % d'hommes, supérieur à celui du canton (49,6 %).
| Hommes | Classe d’âge | Femmes |
| ------ | ------------ | ------ |
| 0,8    | 90 ans ou +  | 1,0    |
| 9,2    | 75 à 89 ans  | 11,0   |
| 17,3   | 60 à 74 ans  | 17,2   |
| 22,6   | 45 à 59 ans  | 21,4   |
| 18,8   | 30 à 44 ans  | 19,1   |
| 16,2   | 15 à 29 ans  | 16,1   |
| 15,1   | - de 14 ans  | 14,3   |

| Hommes | Classe d’âge | Femmes |
| ------ | ------------ | ------ |
| 0,5    | 90 ans ou +  | 1,2    |
| 7,5    | 75 à 89 ans  | 9,4    |
| 16,8   | 60 à 74 ans  | 17,7   |
| 22,2   | 45 à 59 ans  | 21,7   |
| 20,3   | 30 à 44 ans  | 19,4   |
| 17,7   | 15 à 29 ans  | 16,6   |
| 14,9   | - de 14 ans  | 14,1   |

## Culture et patrimoine

### Patrimoine bâti
Église paroissiale Saint-Jean-Baptiste. Cette église catholique a été élevée en 1887 par l'architecte Joseph de Kalbermatten. Style historicisant, intérieur néogothique. Sur les voûtes, décor peint Jugendstil, dans le chœur, peintures murales dues à Otto Haberer, 1920. Vitraux signés Werner Zurbriggen, 1967.

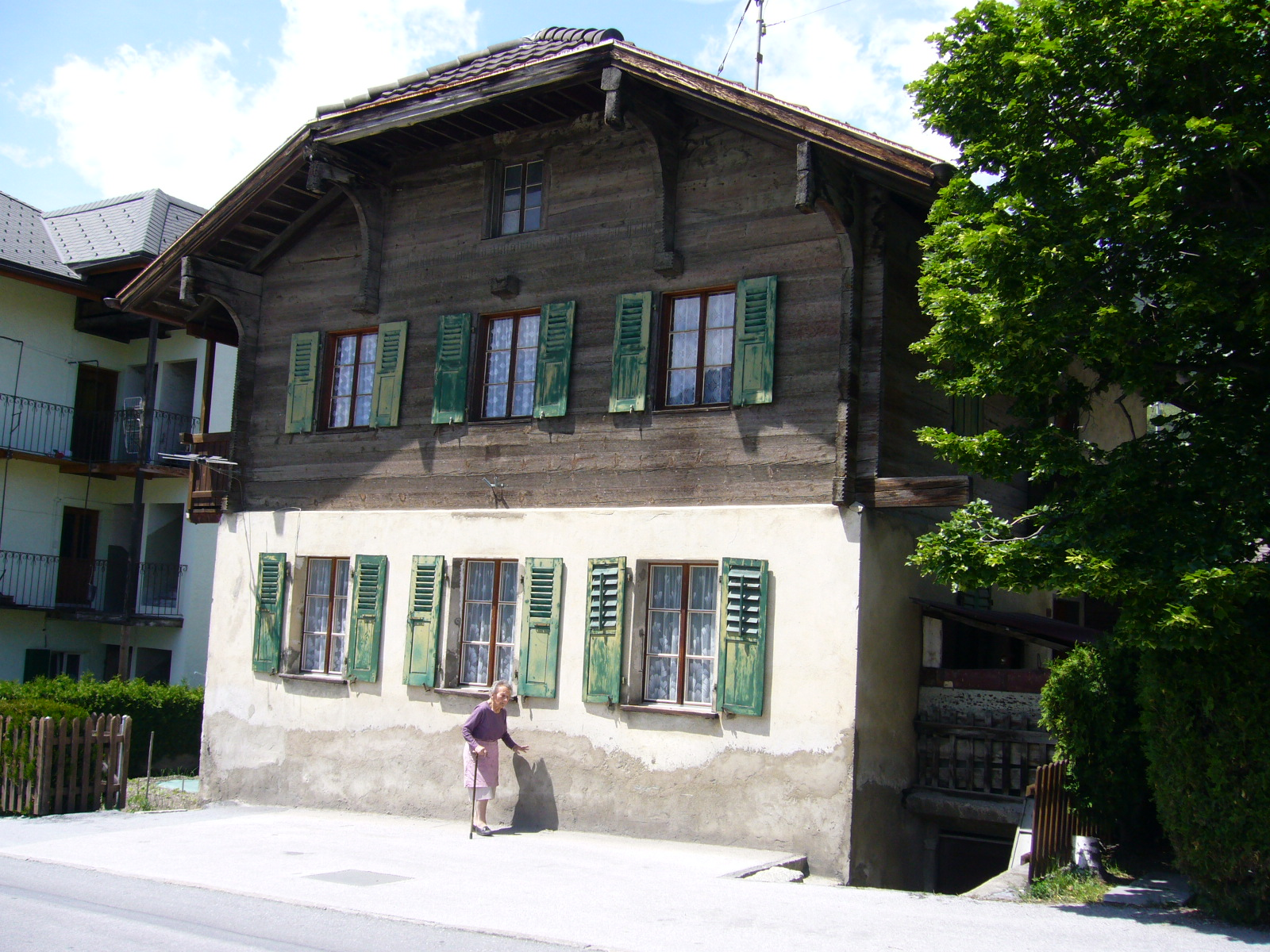
Maison traditionnelle.
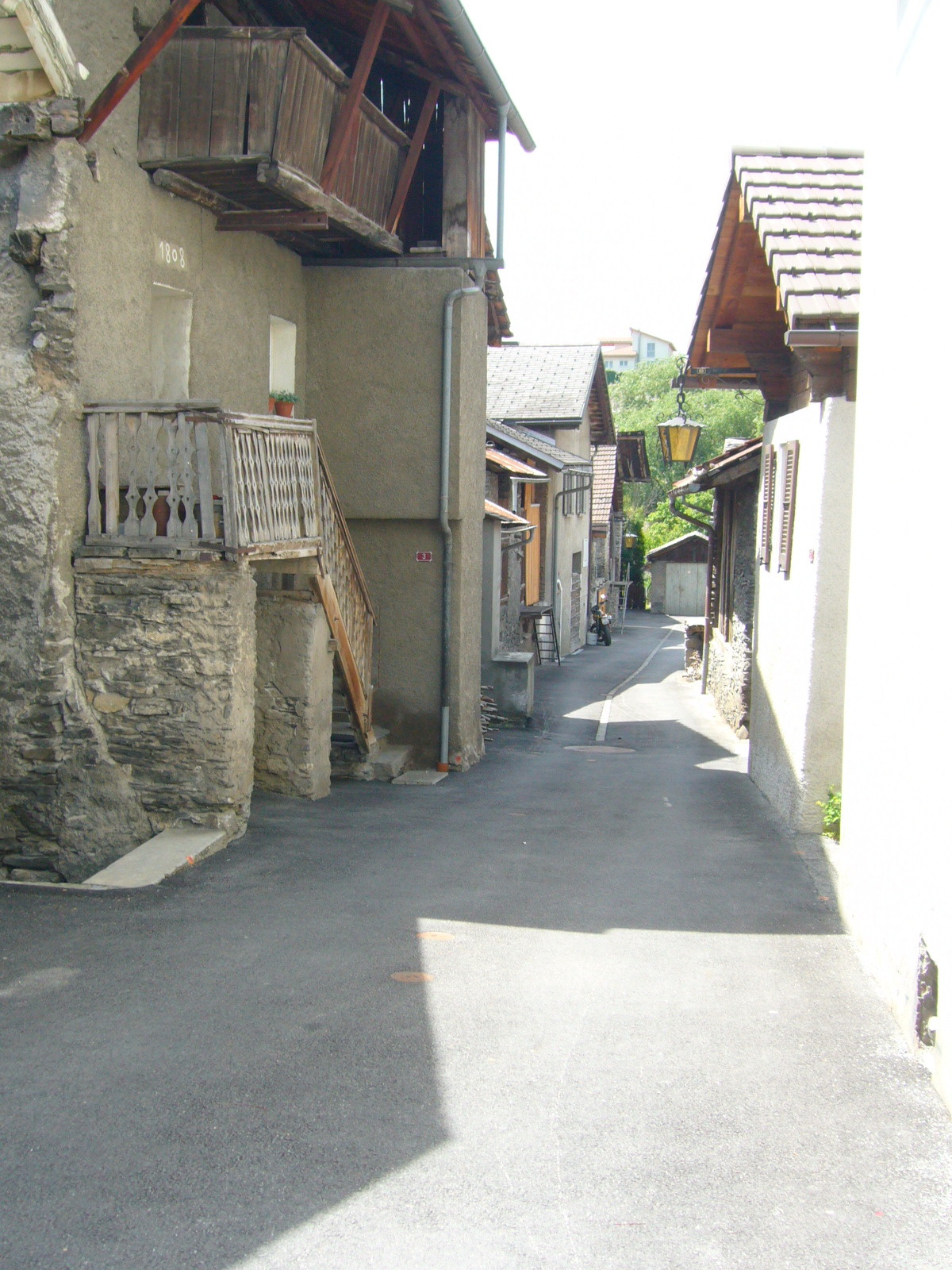
Ancienne ruelle.
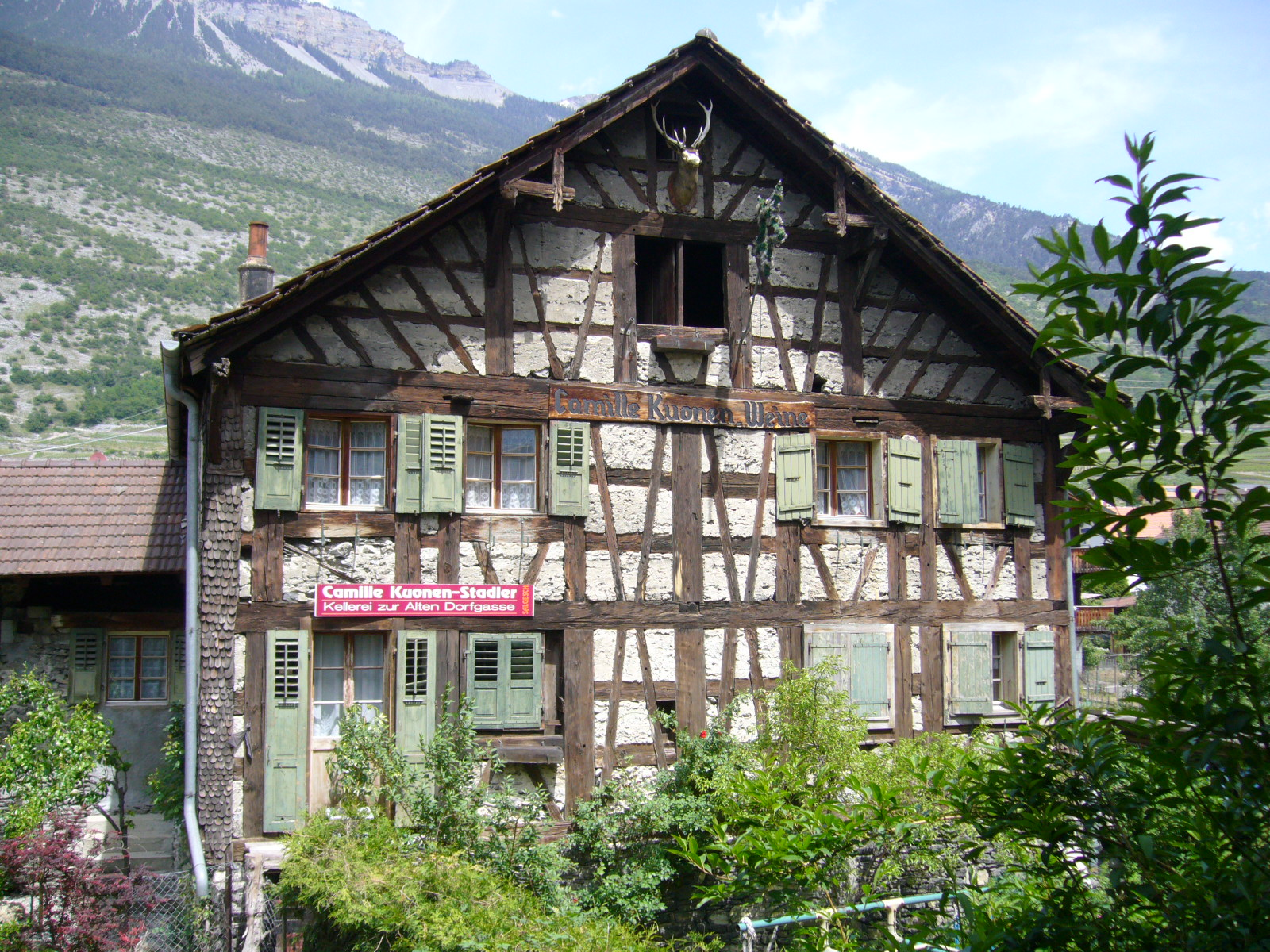
Maison ancienne.
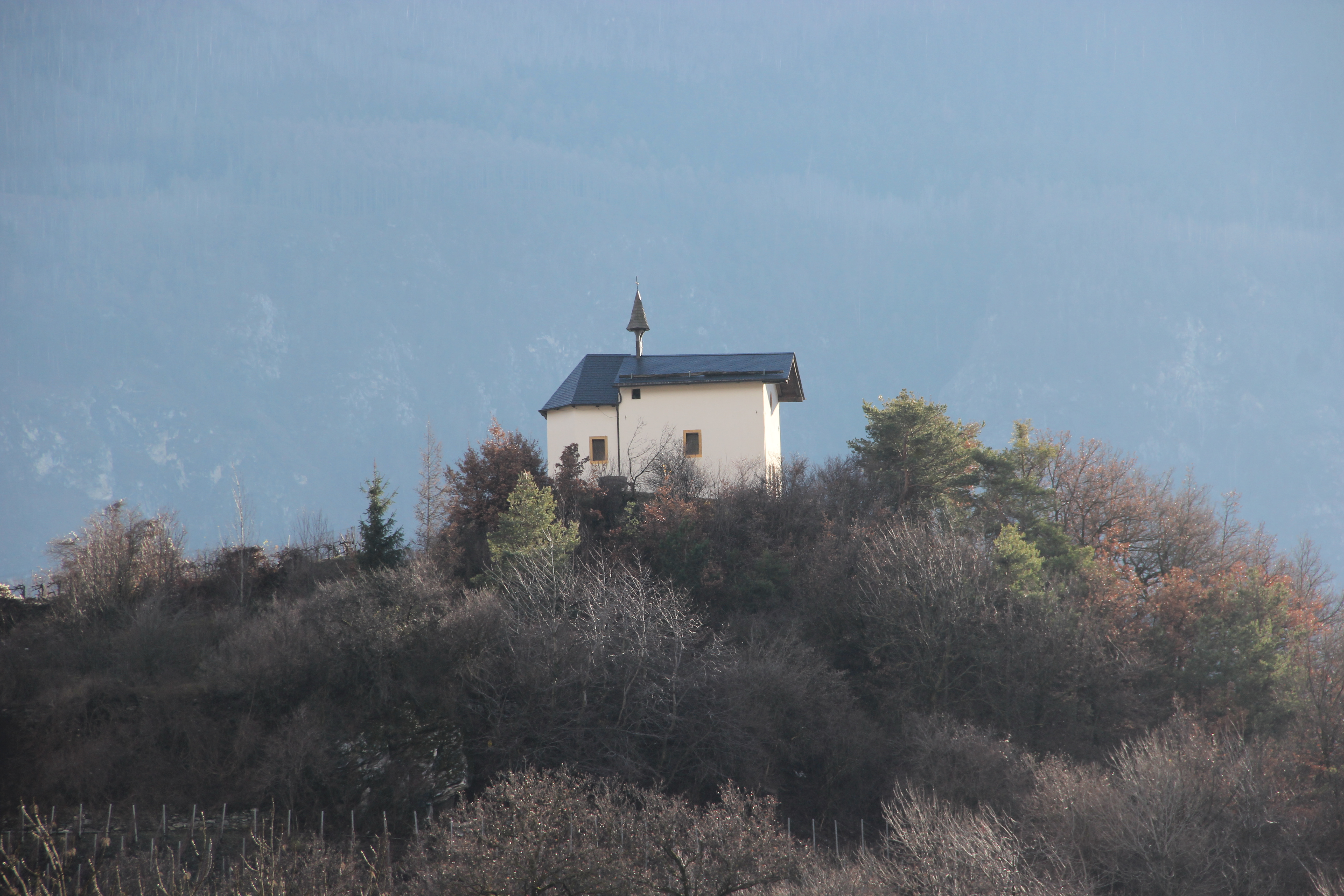
Chapelle Notre-Dame des Douleurs.
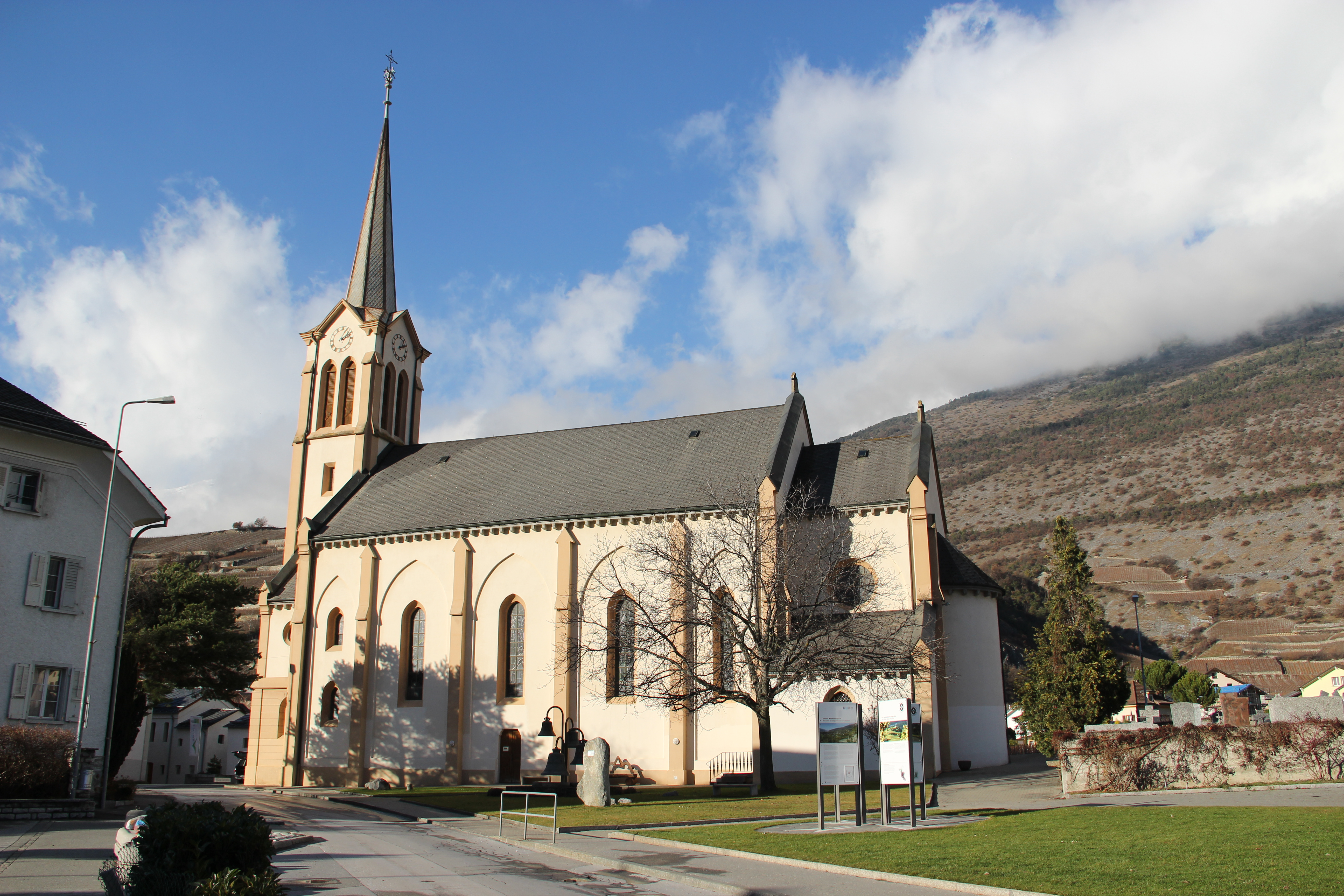
Église Saint-Jean-Baptiste en 2014.

### Personnalité liée à la commune
Jean-Michel Cina (1963-), conseiller d'État, est originaire de la commune.

### Héraldique
| Blason | Blasonnement : « De sable à la croix ancrée d'argent. » |

Salquenen porte la croix de Malte dans ses armoiries. Celle-ci est une référence aux Hospitaliers de l'ordre de Saint-Jean de Jérusalem.